# Four Sticks
Four Sticks é uma canção lançada pela banda britânica Led Zeppelin no álbum Led Zeppelin IV em 1971.
"Four Sticks" foi titulado assim porque John Bonham gravou a bateria usando "Quatro Baquetas", e a banda teve dificuldades em finalizar a canção por não conseguir alcançar a sonoridade desejada, levando Jimmy Page a gravar e descartar vários solos até achar o som que lhe pareceu mais adequado; um dos solos descartados foi o que acabou originando a canção Rock and Roll pouco tempo depois.